# Jan Mark
Jan Mark, Pseudonym von Janet Marjorie Brisland (* 22. Juni 1943 in Welwyn Garden City, Hertfordshire, England; † 16. Januar 2006 in Oxford), war eine britische Autorin von Jugendliteratur und Science-Fiction-Schriftstellerin.

## Biografie
Janet Marjorie Brisland wurde 1943 in Welwyn Garden City, Hertfordshire, geboren und wuchs in Kent auf, wo sie auch ausgebildet wurde. Sie war zwischen 1965 und 1971 Gymnasiallehrerin und wurde 1974 Vollzeitautorin. Sie war einmal verheiratet, wurde geschieden und hinterließ eine Tochter und einen Sohn.
Insgesamt schrieb sie mehr als fünfzig Romane und Theaterstücke sowie viele anthologisierte Kurzgeschichten. Sie gewann die jährliche Carnegie Medal des Chartered Institute of Library and Information Professionals, die das beste Kinderbuch des Jahres von einem britischen Autor würdigt, für Thunder and Lightnings (1976) und für Handles (1983). Sie war auch eine „hoch gelobte“ Zweitplatzierte für Nothing To Be Afraid Of (1980). Sie hat damit zweimal die Carnegie Medal gewonnen – niemand hat bisher (Stand: 2020) drei Carnegies gewonnen.
Mark ist bekannt für ihre Kurzgeschichten, die prägnant sind und einen einfallsreichen Sprachgebrauch zeigen. Sie schrieb auch Romane über scheinbar gewöhnliche Kinder in zeitgenössischen Umgebungen wie in Thunder and Lightnings sowie Science-Fiction-Romane, die in ihren eigenen Universen mit ihren eigenen Regeln spielen, wie in The Ennead. Zu ihren letzten Werken gehören die jungen Erwachsenenromane The Eclipse of the Century und Useful Idiots.
Der Titel Thunder and Lightnings, eine im ländlichen Norfolk angesiedelte Geschichte, bezieht sich auf den britischen RAF-Düsenjäger English Electric Lightning und inspirierte wiederum den Namen einer Website, die Britische Militärflugzeuge im kalten Krieg dokumentiert.
Jan Mark war in Flandern, Belgien, beliebt, wo sie an einem Bildungsprojekt teilnahm, um Englischlehrer dazu anzuregen, im Klassenzimmer Jugendliteratur zu verwenden. Ihre flämischen Freunde widmeten ihr und ihrer Arbeit eine Website.
Jan Mark starb im Januar 2006 im Alter von 62 Jahren unerwartet in ihrem Haus in Oxford an einer Meningitis bedingten Sepsis.

## Bibliografie (Auswahl)

### Ennead
- The Ennead. Band 1. Crowell, 1978, ISBN 0-690-03872-0.
  - Die Welt aus Stein, Goldmann, München 1985, ISBN 3-442-23457-3, Übersetzerin Eva Malsch
- Divide and Rule. Band 2. Crowell, 1980, ISBN 0-690-04012-1.
- Aquarius. Band 3. Kestrel Books, 1982, ISBN 0-7226-5793-5.
  - Aquarius, Loewe, Bindlach 1987, ISBN 3-7855-2109-X, Übersetzerin Maria Rosken

### Riding Tycho
- Riding Tycho. Band 1. Macmillan Children's Books, 2005, ISBN 0-333-99773-5.
- Voyager. Band 2. Macmillan Children's Books, 2006, ISBN 0-333-99774-3.

### Weitere Romane
- Thunder and Lightnings. Cromwell, 1976, ISBN 0-690-03901-8.
- Under the Autumn Garden. Kestrel Books, 1977, ISBN 0-7226-5347-6.
- Hairs in the Palm of the Hand. Kestrel Books, 1981, ISBN 0-7226-5728-5.
- Nothing To Be Afraid Of. Harper & Row, 1981, ISBN 0-06-024087-3.
- The Dead Letter Box. H. Hamilton, 1982, ISBN 0-241-10804-7.
- Feet and Other Stories. Penguin Books, 1983, ISBN 0-7226-5839-7.
- Handles. Atheneum, 1983, ISBN 0-689-31140-0.
- Fur. Walker Books, 1986, ISBN 0-7445-0478-3.
- Trouble Half-way. Atheneum, 1986, ISBN 0-689-31210-5.
- Fun. Viking Kestrel, 1983, ISBN 0-670-82457-7.
- Zeno Was Here. Farrar Straus & Giroux, 1988, ISBN 0-374-29664-2.
- Enough Is Too Much Already. Bodley Head, 1988, ISBN 0-370-31094-2.
- Fun With Mrs Thumb. Candlewick Press, 1993, ISBN 1-56402-247-1.
- They Do Things Differently There. The Bodley Head, 1994, ISBN 0-370-31943-5.
- The Sighting. Puffin, 1999, ISBN 0-14-037865-0.
- Mr. Dickens Hits Town. Tundra Books, 1999, ISBN 0-88776-468-1.
- The Eclipse of the Century. Scholastic UK, 1999, ISBN 0-590-54467-5.
- Heathrow Nights. Hodder Children's Books, 2000, ISBN 0-340-77411-8.
  - Heathrow Nights, Deutscher-Taschenbuch-Verlag, München 2003, ISBN 978-3-423-78184-8, Übersetzer Salah Naoura
- Long Lost. MacMillan, 2002, ISBN 0-333-94996-X.
  - Der Fluch der Schatten, Deutscher-Taschenbuch-Verlag, München 2003, ISBN 978-3-423-62143-4, Übersetzerin Karin Schuler
- Useful Idiots. David Fickling Books, 2004, ISBN 0-385-60413-0.